# Blomstersiv-familien
Blomstersiv-familien (Scheuchzeriaceae) er en plantefamilie, der kun indeholder en slægt, hvori der kun findes en art.
| Slægter |

- Blomstersiv (Scheuchzeria)